# The Early Bird and the Worm
The Early Bird and the Worm è un film del 1936 diretto da Rudolf Ising. È un cortometraggio d'animazione della serie Happy Harmonies, distribuito negli Stati Uniti l'8 febbraio 1936. I corvi che appaiono nel film si rifanno al duo in blackface Two Black Crows, riprendendo i dialoghi della registrazione Early Bird Catches the Worm (1927); la PCA ebbe da ridire sulla raffigurazione del serpente con un sonaglio per bambini sulla coda.

## Trama
Un uccellino mattiniero aspetta che un giovane verme esca di casa e lo insegue per mangiarselo. Ma il verme viene inseguito anche da due pigri corvi, mentre l'uccellino è minacciato a sua volta da un serpente a sonagli. L'uccellino e il verme finiscono quindi per diventare amici dopo essersi salvati a vicenda dalle grinfie del rettile e averlo reso inoffensivo, mentre i due corvi si addormentano dopo aver corso a vuoto attorno a un albero.

## Distribuzione

### Edizioni home video
Il corto è stato distribuito in DVD dalla Warner Home Video come extra nella prima edizione di Dopo l'uomo ombra, uscita in Italia il 20 ottobre 2005 e in America del Nord il 7 agosto 2007; nel DVD il corto è presentato in inglese sottotitolato.